# ويليام إتش. بيري (سياسي)
ويليام إتش. بيري هو سياسي أمريكي، ولد في 9 سبتمبر 1852 في إدوردسفيل في الولايات المتحدة، وتوفي في 19 يونيو 1928 في تشيستر في الولايات المتحدة. نشط حزبياً في الحزب الديمقراطي.